# خورخي دانيال كاسترو
خورخي دانيال كاسترو (بالإسبانية: Jorge Daniel Castro)‏ هو ضابط شرطة كولومبي، ولد في 1950.